# 丸山良寛の定理

□M1M2M3M4 は矩形

初等幾何学および和算における丸山良寛の定理（まるやまりょうかんのていり）は、円に内接する四角形（共円四角形）の中にできる特定の三角形の内心が長方形を描くことを述べる。名称は、藤田嘉言編『続神壁算法』において出羽国の鶴岡山王神社に丸山良玄の門人・丸山鉄五郎良寛の名で奉納された算額として紹介されていることに由来する。
ヨーロッパへは三上義夫が（中国人数学者より伝え聞いたとする任意の共円多角形に対する一般化された形で）定理を紹介したため、Japanese theorem（日本（人）の定理）の名で知られる。

## 内容
定理
共円四角形を対角線によって重なりのある四つの三角形に分割する（二つある対角線ひとつごとに二つの三角形に分割する）とき、それら四つの三角形の内接円の中心は一つの長方形の各頂点になっている。
より具体的に、□ABCD を勝手な共円四角形とし、M1, M2, M3, M4 をそれぞれ △ABD, △ABC, △BCD, △ACD の内心とするならば、M1, M2, M3, M4 の作る四角形は長方形である。
この定理を拡張して容易に共円多角形に対する定理を示すことができる。丸山良寛の定理の証明には、四つの内心によってできる四角形の頂点に接し、辺がもとの共円四角形の対角線に平行な平行四辺形を構成すればよい。この構成でできる平行四辺形が菱形となること（あるいは同じことだが、各対角線に接する二つの内接円の半径の和が対角線に依らず等しいこと）が示せる。このように共円四辺形に対する場合が示されたならば、一般の共円多角形に対する場合の証明は多角形の三角形分割の集合に関する帰納法で得られる。

## 注